# Celejów (województwo lubelskie)
Celejów – wieś w Polsce położona w województwie lubelskim, w powiecie puławskim, w gminie Wąwolnica. Przez miejscowość przebiega droga wojewódzka nr 830.
| SIMC    | Nazwa           | Rodzaj    |
| ------- | --------------- | --------- |
| 0999239 | Kolonia Celejów | część wsi |
| 0999245 | Strychowiec     | część wsi |

Wieś szlachecka położona była w drugiej połowie XVI wieku w powiecie lubelskim województwa lubelskiego. Wieś należącą do dóbr celejowskich w województwie lubelskim.
Do 1954 roku istniała gmina Celejów. W latach 1954–1972 wieś należała i była siedzibą władz gromady Celejów. 
W latach 1975–1998 miejscowość należała administracyjnie do ówczesnego województwa lubelskiego.
Wieś stanowi sołectwo gminy Wąwolnica. Według Narodowego Spisu Powszechnego z roku 2011 wieś liczyła 595 mieszkańców.
Wierni Kościoła rzymskokatolickiego należą do parafii Parafia św. Klemensa i św. Małgorzaty w Klementowicach lub do parafii św. Wojciecha w Wąwolnicy.

## Pałac w Celejowie
Wieś należała od XV w. do Jakuba i Pawła z Chotczy herbu Nabram. W drugiej połowie XVI w. ród ten zbudował w Celejowie dwór obronny. Około 1580 r. dwór jako wiano Emercjanny Choteckiej trafił do dóbr Dunin-Borkowskich. W 1704 roku odziedziczyła go Teresa Dunin-Borkowska, żona wojewody lubelskiego Stanisława Tarły. W 1740 r. ród Tarłów przebudował siedzibę wg projektu arch. Franciszka Mayera (Magiera). Na przełomie XVIII/XIX w. Anna Teofila z Sapiehów Sanguszkowa Potocka rozbudowała rezydencję w stylu klasycystycznym i otoczyła parkiem angielskim, jednak doprowadziło to do kłopotów finansowych i majątek wystawiono za długi na licytację. Na początku lat 20. XIX w. nabył go książę Adam Czartoryski i wyremontował – m.in. w latach 1823–31 dobudowana została charakterystyczna neogotycka wieża. W ramach represji po Powstaniu listopadowym nastąpiła konfiskata majątku Czartoryskich. Kolejnym właścicielem został Marcin Klemensowski herbu Celejów i w posiadaniu jego rodziny Celejów pozostawał do 1945 r. W 1870 roku pałac spłonął i podczas odbudowy w latach 1889-1890 pałac uzyskał wygląd eklektyczny i w tej formie pozostaje do dzisiaj. W latach 1974–1976 pałac został wymontowany z przeznaczeniem na Dom Opieki Społecznej. Mieści się tu Zakład Opiekuńczo-Leczniczy dla Psychicznie i Nerwowo Chorych. Obiekt jest dostępny do zwiedzania tylko z zewnątrz.

## Inne zabytki
- Park pałacowy,
- Do pałacu prowadzi zabytkowa aleja topolowa z 1932 r.
- Papiernia z 1823 roku zbudowana na polecenie księcia Adama Czartoryskiego (w ruinie). Wzniesiona na planie wydłużonego prostokąta, murowana z cegły i nakryta dachem krytym dachówką. W późniejszym okresie pełniła funkcję młyna.

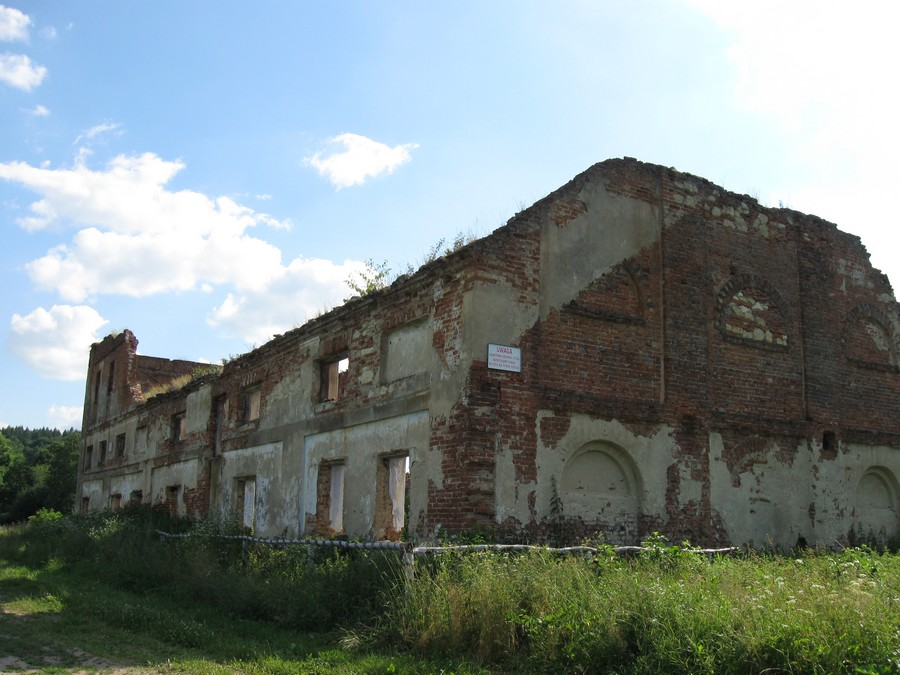
Ruiny młyna, dawnej papierni
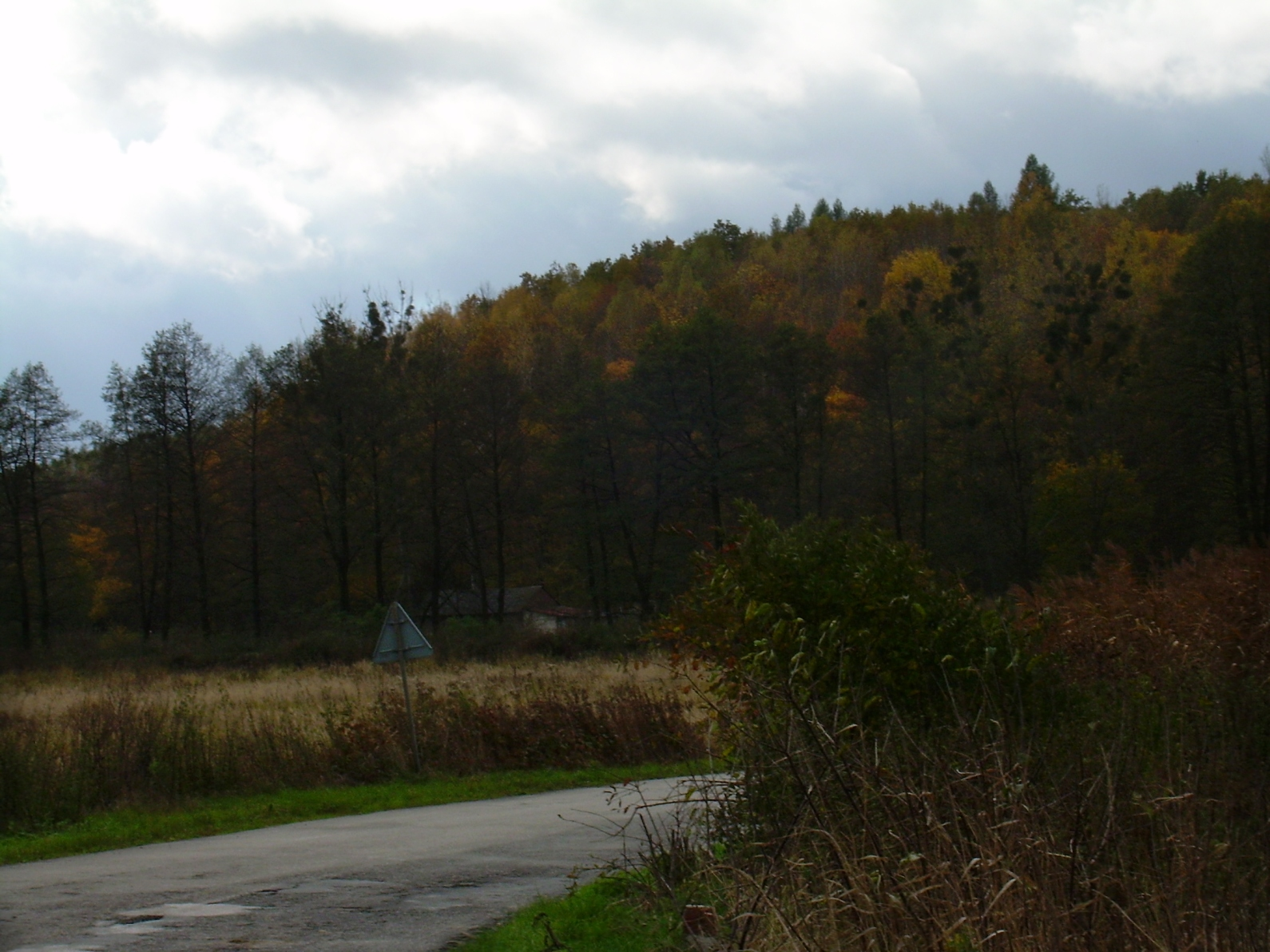
Krajobraz w pobliżu wsi
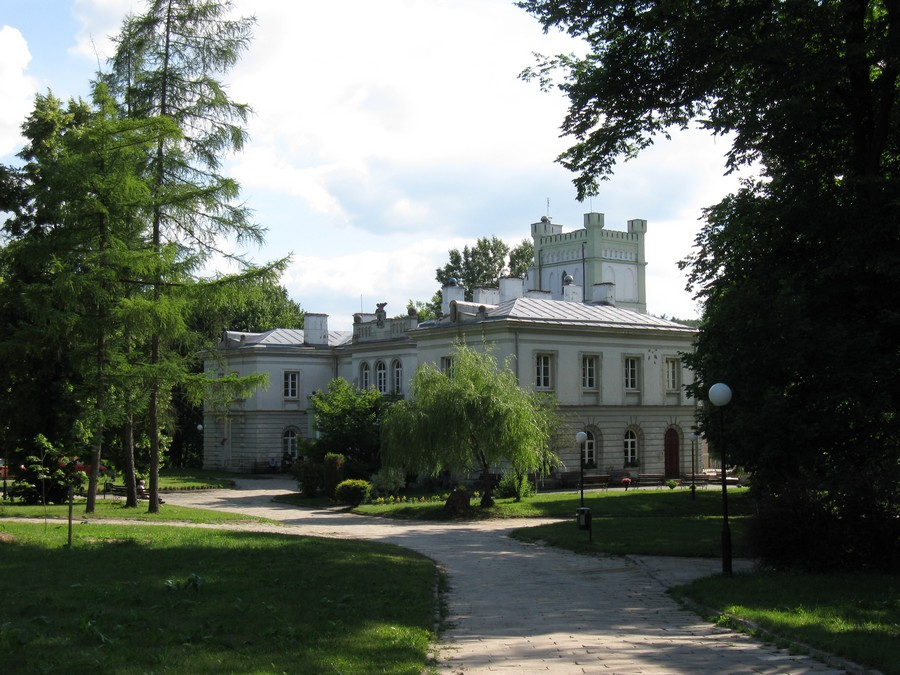
Pałac od strony podjazdu